# Män utan hopp
Män utan hopp (ungerska: Szegénylegények) är en ungersk historisk dramafilm från 1966 i regi av Miklós Jancsó. Handlingen, som utspelar sig 20 år efter den ungerska revolutionen 1848–1849, följer en grupp ungerska nationalister som blir torterade och utsatta för psykologiskt spel, med målet att avslöja rebelledaren Sándor Rózsa, som anses vara revolutionsledaren Lajos Kossuths sista kvarvarande anhängare.
Filmen sågs av över en miljon människor i Ungern. Skildringen av ungrarnas motstånd mot det österrikiska styret tolkades av publiken som en allegori över Ungernrevolten 1956. När filmen uttogs till filmfestivalen i Cannes var Jancsó tvungen att intyga att den inte hade någonting med sentida händelser att göra, men sade senare att "alla visste att det inte var sant". Filmen gick upp på svensk bio 4 september 1967.

## Medverkande
- János Görbe – János Gajdar
- Zoltán Latinovits – Imre Veszelka
- Tibor Molnár – Kabai den äldre
- Gábor Agárdy – Torma
- András Kozák – Kabai den äldres son
- Béla Barsi – Foglár, fångvaktare
- József Madaras – man i ungersk jacka
- János Koltai – Béla Varjú
- István Avar – förste förhörsledaren
- Lajos Őze – andre förhörsledaren